# Campus Bolligenstrasse der UPD Bern

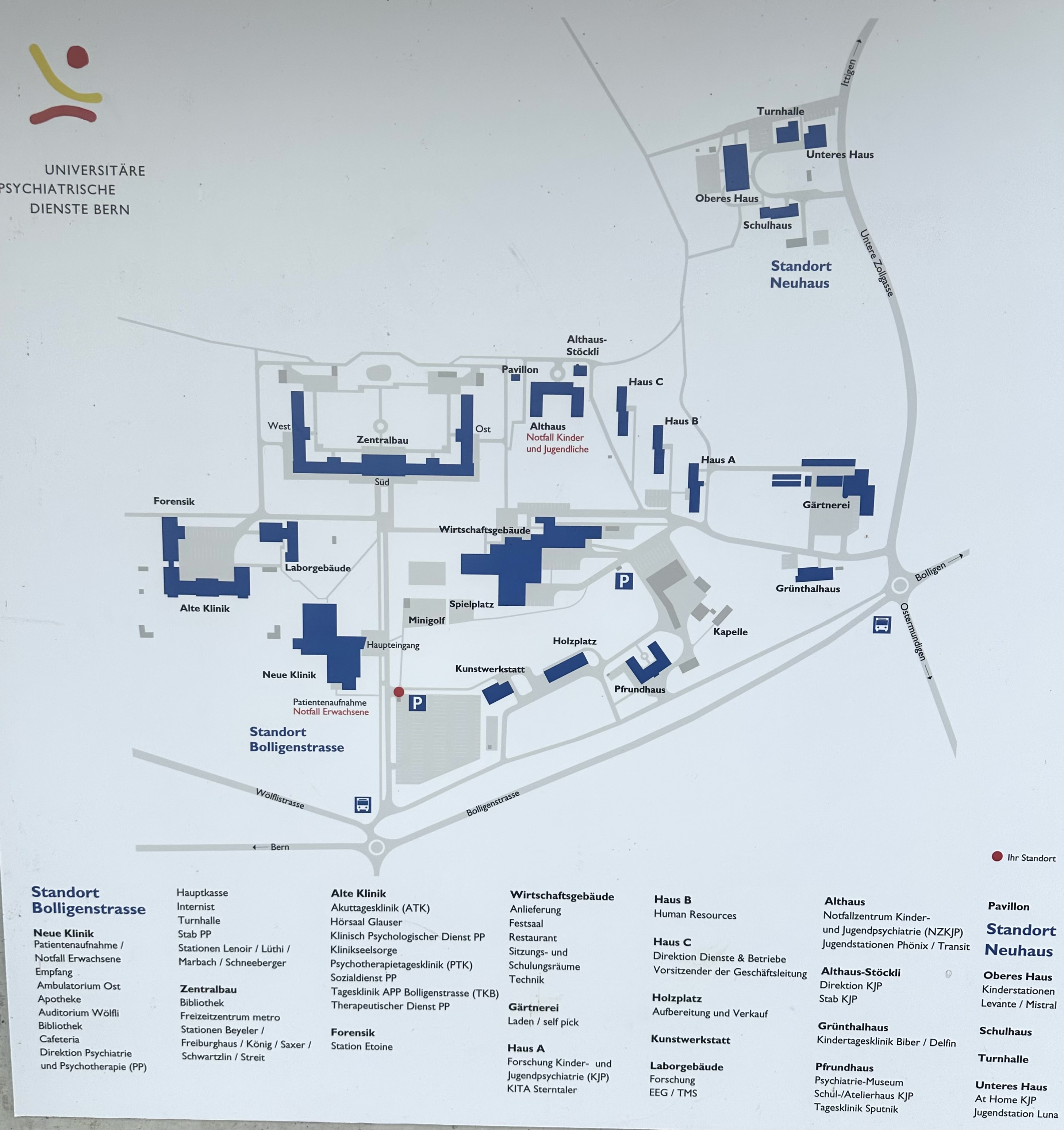
Plan Campus Bolligenstrasse

Als Campus Bolligenstrasse wird heute ein Gelände bezeichnet, wo sich viele Einrichtungen der Universitären Psychiatrischen Dienste Bern (UPD) befinden und was in den kommenden Jahren weiter ausgebaut werden soll.
Er hat eine lange historische Tradition bezogen auf Medizin bzw. Psychiatrie: Ab 1491 wurden im Ausserkrankenhaus an schweren ansteckenden Krankheiten erkrankte Personen aufgenommen. Das Gelände lag ursprünglich vor den Toren Berns, wurde Breitfeld genannt und befand sich in der Kirchgemeinde Ostermundigen. 1746 kamen psychisch Erkrankte dazu: Zunächst im «Tollhaus», ab 1855 in der neuen «Irren- Heil- und Pflegeanstalt Waldau».
Die Namensgebung Waldau erfolgte 1852 durch den Präsidenten der Baukommission und erstem Direktor der 1855 eingeweihten „Irren-, Heil- und Pflegeanstalt Waldau“, Albrecht Tribolet. Das Gelände Neuhaus liegt im Nordosten und dort entwickelte sich die Kinder- und Jugendpsychiatrie.
Der Name «Waldau» dürfte bis heute der bekannteste und verbreitetste sein und er wurde für das Gelände wie auch die Einrichtung verwendet. Das Berner gebräuchliche Quartier Waldau umfasst das grösste Gebiet des heutigen Campus ausser Neuhaus, dem Hauptteil der Gärtnerei und dem Grünthalhaus. Dies gehört heute geografisch zu Ittigen. 

## Ausbaupläne
Im Januar 2023 wurde der Bericht des Beurteilungsgremiums «Städtebauliche Ideen- und Projektstudie im selektiven Verfahren nach SIA-Ordnung 143» vorgelegt, der Ideenstudien und Projektbeschriebe vorstellt. Das Beurteilungsgremium empfiehlt einstimmig, den Zuschlag für die Erarbeitung des Masterplans Campus Bolligenstrasse unter der Federführung von Kast Kaeppeli Architekten GmbH, Bern/Basel zu vergeben, deren Ideenstudie in der Phase 1 favorisiert wurde. Es empfiehlt auch einstimmig, den Zuschlag zur Planung und Ausführung des Neubaus KJP an das Planungsteam unter der Federführung von ARGE Co. Architekten AG/GWJ Architektur AG, Bern gemäss den Ausschreibungsbedingungen zu vergeben.

## Baugeschichte
Die Chronik des Campus Bolligenstrasse ist von einem stetigen Wandel geprägt. Gebäude wurden er- und umgebaut, erneuert und wiederholt erweitert. Die Entwicklung der Psychiatrie und die Ansprüche jeder Epoche beeinflussten Architektur und Infrastruktur der Bauten. Von der Isolierung und Internierung über die wohnliche Lebensgemeinschaft in der Anstalt, bis zur heutigen gemeindenahen Psychiatrie: Jedes Gebäude erzählt einen Teil der psychiatrischen Geschichte. Alle historisch entstandenen Gebäude gibt es heute noch. Die nachfolgende Tabelle gibt einen Überblick.
Strassen und Hausnummern wurden mit map.bern.ch der Stadt Bern ermittelt bzw. abgeglichen

| Bauzeit bzw. Eröffnung | Namen und Umbenennungen | Liste der Kulturgüter                                | Bild |
| --- | --- | ---------------------------------------------------- | ---- |
| 1491 | Siechenhaus vom Obstberg hierhin verlegt, 1598–1599 Neu- oder Umbau zum Siechen- und Blatternhaus, 1761–1765 erneuter Umbau zum «Curhaus», 1784 aufgestockt, 1831–1834 erneut aufgestockt, Kurhaus für Hautkranke. | in KGS-Nr.: 00663 Bolligenstrasse 135, 135a          |      |
| 1491–1501 | Bau der Siechenkapelle, 1682 Umbau nach einem Brand, 1972–73 Restaurierung unter der Leitung der kantonalen Denkmalpflege | in KGS-Nr.: 00663 Lokales Objekt Bolligenstrasse 131 |      |
| 1598–1599 | Bau des Siechenschlösslis, Wohnhaus des Siechenmeisters als Vorsteher des Ausserkrankenhauses | in KGS-Nr.: 00663 Bolligenstrasse 133                |      |
| 1742–1743 | Kornhaus, 1872–1873 Umbau des Kornhauses zum Wohnhaus des Ausserkrankenhaus-Vorstehers, ab 1895 Wohnsitz des Verwalters der Waldau | Lokales Objekt Bolligenstrasse 129                   |      |
| 1746–1748 | Bau des Tollhauses auf Beschluss des Berner Rates von 1730, 1749 Eröffnung, 1768–70 Erweiterung des Tollhauses um zwei Seitenflügel mit je 12 Zellen, 1784–1785 Verlängerung der Flügel um je 6 Zellen, 1830 Änderung der Bezeichnung zu Irrenanstalt. 1899–1901 Aufstockung der alten Irrenanstalt um ein Stockwerk, Erweiterung der Seitenflügel, heute Althaus 1983–85 Sanierung des Althauses, das vollständig ausgekernt, neu eingerichtet und durch einen Verbindungsgang mit dem Wirtschaftsgebäude verbunden wurde. Heute Notfallzentrum und Jugendstationen der Universitätsklinik für Kinder- und Jugendpsychiatrie und Psychotherapie.                                                      | Lokales Objekt Bolligenstrasse 141                   |      |
| 1756–1765 | Bau des Blatternspitals, ein Ratsbeschluss vom 8. Mai 1765 vereinigte das Siechen, das Blattern- und das Tollhaus und gibt dieser Stiftung den Namen "Ausserkrankenhaus" heute Pfründerhaus, Renovierung und 1993 Eröffnung des Psychiatrie-Museums Bern im Pfründerhaus. | Lokales Objekt Bolligenstrasse 127                   |      |
| 1762–1764 | Bau des Küherstöcklis als Wasch- und Backhaus, 1892–93 Umbau zum Leichenhaus mit Sektionsraum (Prosektur) 1936 Einrichtung des Hirnanatomischen Instituts im ehemaligen Küherstöckli unter Ernst Grünthal (1894–1972). | Lokales Objekt Bolligenstrasse 133a                  |      |
| 1829 | Althaus-Stöckli Wohnstock, Renovierung 1983–1985. Heute Universitätsklinik für Kinder- und Jugendpsychiatrie und Psychotherapie, Direktor und Klinikleitung | Lokales Objekt Bolligenstrasse 141c                  |      |
| 1850–1855 | Bau des Hauptgebäudes der «Irren- Heil- und Pflegeanstalt Waldau», 1852 Namensgebung Waldau durch Präsidenten der Baukommission und erstem Direktor Albrecht Tribolet. Einweihung am 18. November 1855 (heute der Zentralbau), 1884 Übergabe an den Kanton unter dem Namen «Bernische kantonale Irrenanstalt Waldau». 1935–1938 Mehrere Umbauarbeiten: Aufstockung der beiden Nordflügel und weitere Modernisierungen, 1967 Auf Beschluss des Regierungsrates Namensänderung der bisherigen «Kantonalen Heil- und Pflegeanstalt Waldau» in «Psychiatrische Universitätsklinik Bern» (PUK), 1977–1979 Sanierung des Zentralbaus mit grundlegendem Umbau und Abbruch der Innenhöfe zum Schermenwald hin. | KGS-Nr.: 08998, Bolligenstrasse 117                  |      |
| 1911–1913 | Bau des «Neubaus», seit 1935 «Klinik» genannt, heute Alte Klinik | Lokales Objekt Bolligenstrasse 115                   |      |
| 1937 Eröffnung der Kantonalen Kinderbeobachtungsstation Neuhaus. Das gesamte Gelände ist denkmalpflegerisch als "Baugruppe D" in Ostermundigen eingeordnet ("Neuhus"). | |                                                      |      |
| 1741 | Neuhaus, Unteres Haus, Erbauung 1741, Zollstätte und Wirtshaus (ca. 1500–1843/1861) 1936–1937 umgebaut, hier wurde die kantonale Kinderbeobachtungsstation 1937 eröffnet., heute Universitätsklinik für Kinder- und Jugendpsychiatrie und Psychotherapie | Baugruppe D, Ostermundigen Untere Zollgasse 99       |      |
| | Neuhaus, Oberes Haus. Universitätsklinik für Kinder- und Jugendpsychiatrie und Psychotherapie | Untere Zollgasse 99c                                 |      |
| 1972–2001 | Neuhaus, Schulhaus (Richard Trede Schulhaus) Universitätsklinik für Kinder- und Jugendpsychiatrie und Psychotherapie | Baugruppe D Ostermundigen Untere Zollgasse 99d       |      |
| | Neuhaus, Turnhalle Universitätsklinik für Kinder- und Jugendpsychiatrie und Psychotherapie | Untere Zollgasse 99a                                 |      |
| 1956–1958 | Bau des Laborgebäudes mit mehreren Laboren. | Bolligenstrasse 117y                                 |      |
| 1967 | Personalhaus A, heute Kindertagesstätte Sterntaler. | keine Einstufung Bolligenstrasse 143b                |      |
| 1967 | Personalhaus B, heute Verwaltung (u. a. Human Resources der UPD) | keine Einstufung Bolligenstrasse 143b                |      |
| 1967 | Personalhaus C, heute Kinder- und Jugendforensik, Therapiebereiche und Personalwohnungen. | keine Einstufung Bolligenstrasse 143                 |      |
| 1968 | Grünthalhaus neu erbaut, 2000 wird im Grünthalhaus eine Tagesklinik mit 15 Plätzen für Kinder im Alter zwischen 7 und 12 Jahren eröffnet | Bolligenstrasse 71                                   |      |
| 1970–1971 | Bau der neuen Gärtnerei | Untere Zollgasse 75                                  |      |
| 1971–1973 | Bau des Wirtschaftsgebäudes mit unterirdischen Verbindungsgängen zu Zentralbau (ehemals Hauptgebäude), Alter Klinik, Aufnahmeklinik, Laborgebäude und seit 1985 zum Althaus | keine Einstufung Bolligenstrasse 119                 |      |
| 1973–1975 | Bau der Aufnahmeklinik | keine Einstufung Bolligenstrasse 111                 |      |
| 2004 | auf Initiative des damaligen Malermeisters Otto Frick entstand die Kunstwerkstatt Waldau als Verein, um Psychiatriepatienten mit kunsttherapeutischer Erfahrung nach der Entlassung eine weitere Betätigung dank den zur Verfügung gestellten Ateliers zu ermöglichen. | Bolligenstrasse 123c                                 |      |
| 2011 | Eröffnung Forensisch-psychiatrische Spezialstation Etoine | Bolligenstrasse 115e                                 |      |
| 2020 | Werkstatt Holzplatz, Werkstätten Bern des Zentrums Psychiatrische Rehabilitation, 2020 neu aufgebaut, nachdem 2010 ein Brand das alte Gebäude zerstört hat. | Bolligenstrasse 123f                                 |      |
| 1983/2003 | Minigolfplatz | Bolligenstrasse 113                                  |      |
| | Tierpark |                                                      |      |
| | Spielplatz |                                                      |      |

Das Pächterhaus Rörswil wurde 1716 erbaut. Die letzten Nutzer waren eine im Landwirtschaftsbetrieb der UPD tätige Bauernfamilie sowie eine achtköpfige klinikinterne Wohngemeinschaft (Trainings-Wohngruppe) mit ihren Betreuern. Es wurde 1987 bis 1988 saniert. Es existiert heute nicht mehr und soll abgebrannt sein.

## Kunstwerke und Brunnen
Auf dem Gelände des Campus, das in einer Parklandschaft liegt, sind zahlreiche Kunstwerke und Brunnen vorhanden:

| Objekt | Künstler                  | Bild |
| --- | ------------------------- | ---- |
| Betonplastik Flügelstiel | Walter Kretz (1977)       |      |
| Steininstallation Rückgrat | Ueli Berger (1988)        |      |
| Eisenplastik Silberschwan | Bernhard Luginbühl (1981) |      |
| Eisenplastik in Erinnerung an Philippe Saxer (1965–2013) von Christoph Obrist u. Perida Gerber 2015. Schenkung an das Psychiatrie Museum Bern. |                           |      |
| Zementgitter vor der Alten Klinik |                           |      |
| Alte Stele bei der Aufnahmeklinik |                           |      |
| Doppelbrunnen Ost Zentralgebäude Waldau |                           |      |
| Doppelbrunnen West Zentralgebäude Waldau |                           |      |
| Hofbrunnen Zentralgebäude Waldau |                           |      |
| Zierbrunnen Zentralgebäude Waldau |                           |      |
| Zierbrunnen Pfründerhaus |                           |      |